# Lauro de Freitas
Lauro de Freitas è un comune del Brasile nello Stato di Bahia, parte della mesoregione Metropolitana de Salvador e della microregione di Salvador.
Fa parte della Regione Metropolitana di Salvador e anche della zona denominata "Litoral Norte" (Litorale Nord). È attraversata dalla "Estrada do Coco" (BA-099), strada statale di Bahia che inizia dall'aeroporto internazionale di Salvador fino alla località turistica Praia Do Forte.
La città costituisce un unico distretto diviso in quartieri ("Bairros") che sono: Arreia Branca, Buraquinho, Caixa D'Agua, Caji, Centro, Ipitanga, Itinga, Jambeiro, Miragem, Portão, Vida Nova e la famosa Vilas do Atlântico che originariamente era un "Condominio" di lusso costruito per la classe media che desiderava fuggire dal caos di Salvador.